# الهيئة السعودية للبحر الأحمر
الهيئة السعودية للبحر الأحمر هي هيئة حكومية سعودية، تأسست بقرار مجلس الوزراء بتاريخ 30 نوفمبر 2021م. وهي هيئة مستقلة تقوم على تمكين وتنظيم الأنشطة السياحية الملاحية والبحرية في النطاق الجغرافي للبحر الأحمر في المملكة العربية السعودية.

## نبذة
تركز الهيئة السعودية للبحر الأحمر في مهامها على إصدار التراخيص والتصاريح، ووضع السياسات والإستراتيجيات والخطط اللازمة، وتحديد المواقع والخرائط الملاحية لممارسة تلك الأنشطة، مع تحديد متطلبات البنية التحتية واحتياجاتها، والعمل على حماية البيئة البحرية بالتعاون مع الجهات المختصّة. إضافةً إلى تشجيع ودعم المستثمرين، بما في ذلك الشركات الصغيرة والمتوسطة، وتعزيز الأنشطة لجذب الممارسين المستهدفين إليها، وبناء القدرات البشرية بالخطط المخصَّصة لتأهيل الكفاءات الوطنية وتدريبها.

## الرؤية
تهدف الهيئة السعودية للبحر الأحمر لتمكين اقتصاد سياحي مُثمر وتقديم تجربة عالمية رائدة ومستدامة؛ تلتقي فيها الطبيعة الفريدة البكر بأصالة التراث السعودي وثقافته.

## الرسالة
تسهيل رحلة المستفيدين من ممارسي أنشطة السياحة الساحلية، والمستثمرين، والمشغلين؛ وذلك عبر الحلول التقنية والبنية التحتية عالية المعايير، والحوكمة الانسيابية، والتشريعات الواضحة، بالإضافة إلى تمكين القدرات البشرية، مع ضمان حماية البيئة وتجددها.

## مجلس الإدارة
للهيئة مجلس إدارة برئاسة فهد تونسي، وعضوية كل من:
1. وزير الرياضة.
2. وزير الثقافة.
3. وكيل وزارة الداخلية.
4. ممثل من وزارة الداخلية (المديرية العامة لحرس الحدود).
5. ممثل من وزارة البيئة والمياه والزراعة.
6. ممثل من وزارة السياحة.
7. ممثل من وزارة الشؤون البلدية والقروية والإسكان.
8. ممثل من الهيئة العامة للموانئ.
9. ممثل من الهيئة العامة للنقل.
10. ممثل من الهيئة السعودية للسياحة.
11. ممثل من صندوق الاستثمارات العامة.
12. أمين محافظة جدة.
13. الرئيس التنفيذي لشركة نيوم.
14. الرئيس التنفيذي لشركة البحر الأحمر العالمية.
15. رئيس رابطة الرياضات المائية.
16. مختصين وخبراء لا يقل عددهم عن (ثلاثة) ولا يزيد عددهم عن (خمسة) في المجالات ذات العلاقة بعمل الهيئة.

## مهام الهيئة
لدى الهيئة العديد من المهام وهي:
- وضع السياسات والاستراتيجيات، والخطط، والبرامج، والمبادرات.
- إصدار التراخيص والتصاريح اللازمة لتنظيم الأنشطة الملاحية والبحرية السياحية.[6]
- تحديد المواقع والخرائط الملاحية لمزاولة الأنشطة الملاحية والبحرية السياحية، بالتعاون مع الجهات ذات العلاقة.
- تحديد المتطلبات والاحتياجات للبنية التحتية بالتنسيق مع الجهات ذات العلاقة.
- وضع آلية للتحقق من حماية البيئة البحرية في مواقع الأنشطة الملاحية والبحرية السياحية.
- تنفيذ إجراءات التحفيز لجذب وتشجيع الاستثمار في الأنشطة الملاحية والبحرية السياحية، بالتعاون مع الجهات ذات العلاقة.
- تسويق أنشطة السياحة الملاحية والبحرية السياحية لاستقطاب المشاركين في الأنشطة.
- بناء منظومة تقنية تيسّر وصول السائح إلى جميع خدمات الهيئة عبر منصة واحدة.
- تعزيز القدرات البشرية بخططٍ تسعى لتأهيل الكفاءات الوطنية وتدريبها في التخصصات المتعلقة بمهام الهيئة.

## تنظيمات الهيئة
أصدرت الهيئة السعودية للبحر الأحمر 7 لوائح تنظيمية للأنشطة الملاحية السياحية وهي:
| اسم اللائحة                                                            | الهدف من اللائحة | النشاط | تفاصيل اللائحة                       |
| ---------------------------------------------------------------------- | --- | --- | ------------------------------------ |
| اللائحة التنظيمية لليخوت الخاصة الزائرة                                | تهدف هذه اللائحة إلى تنظيم دخول وخروج اليخوت الأجنبية الخاصة الزائرة للنطاق الجغرافي للبحر الأحمر السعودي. | حركة اليخوت والمحركات. | https://redsea.gov.sa/ar/node/149019 |
| اللائحة التنظيمية لمنظم الرحلات البحرية السياحية                       | تهدف هذه اللائحة إلى وضع الأحكام والشروط والإجراءات التي تنظم نشاط وأعمال منظم الرحلات البحرية السياحية في النطاق الجغرافي. | حركة اليخوت والمحركات، الرحلات السياحية (الكروز)، البنية التحتية، وغيرها من النشاطات. | https://redsea.gov.sa/ar/node/149018 |
| اللائحة التنظيمية للوكيل الملاحي السياحي                               | تهدف هذه اللائحة إلى وضع الأحكام والشروط والإجراءات التي تنظم نشاط وأعمال الوكيل الملاحي السياحي لتقديم الخدمات للوسائط البحرية للممارسة الأنشطة الملاحية في النطاق الجغرافي. وتطبق أحكام هذه اللائحة للحصول على الرخصة التشغيلية. | تهدف هذه اللائحة إلى وضع الأحكام والشروط والإجراءات التي تنظم نشاط وأعمال الوكيل الملاحي السياحي لتقديم الخدمات للوسائط البحرية للممارسة الأنشطة الملاحية في النطاق الجغرافي. وتطبق أحكام هذه اللائحة للحصول على الرخصة التشغيلية. | https://redsea.gov.sa/ar/node/149017 |
| اللائحة التنظيمية لسفن الرحلات السياحية (الكروز)                       | تهدف هذه اللائحة إلى تحديد الشروط والأحكام والإجراءات التي تنظم نشاط وأعمال سفن الرحلات السياحية (الكروز) في النطاق الجغرافي. كما تهدف أيضاً إلى تقديم الاشتراطات اللازمة للمنظم لممارسة المهنة داخل النطاق الجغرافي وتقديم الالتزامات والحقوق لكل جهة ذات علاقة في تشغيل سفن الرحلات السياحية (الكروز)، مع الأخذ في عين الاعتبار إجراءات الأمن والسلامة والبيئة والصحة. | الرحلات السياحية (الكروز). | https://redsea.gov.sa/ar/node/149016 |
| اللائحة التنظيمية لتأجير اليخوت الضخمة                                 | تهدف هذه اللائحة بالسماح لليخوت الضخمة التي ترفع أعلامًا أجنبية بالتأجير في النطاق الجغرافي من خلال آلية تصريح التأجير. | حركة اليخوت والمحركات. | https://redsea.gov.sa/ar/node/149015 |
| اللائحة التنظيمية لتصنيف الوسائط البحرية المستخدمة في السياحة الساحلية | تهدف هذه اللائحة التنظيمية إلى تصنيف الوسائط البحرية المستخدمة في السياحة الساحلية والتي على ضوئها سوف يتم إصدار اللوائح التنظيمية من قبل الهيئة التي تمكن ممارسة الأنشطة الملاحية والبحرية داخل النطاق الجغرافي. | حركة اليخوت والمحركات والرحلات السياحية. | https://redsea.gov.sa/ar/node/149014 |
| اللائحة التنظيمية لتصميم وتشغيل المراسي البحرية السياحية               | تهدف هذه اللائحة إلى وضع الأحكام والشروط والإجراءات المنظمة للنشاط وأعمال مشغلي المراسي، وتصميم المراسي السياحية في النطاق الجغرافي، وتقديم اعتبارات الصحة والسلامة وحماية البيئة الرئيسية المطلوبة من مشغل المرسى للحصول على الرخصة التشغيلية. | البنية التحتية. | https://redsea.gov.sa/ar/node/149013 |

## الإنجازات

### 2023
حققت الهيئة السعودية للبحر الأحمر العديد من الإنجازات والأهداف خلال عام 2023 وهي:
- موافقة مجلس الوزراء على تنظيم الهيئة السعودية للبحر الأحمر.
- اعتماد أول استراتيجية لقطاع السياحة الساحلية في المملكة وتفعليها والتي تضمنت 6 أهداف رئيسية و24 مؤشر قياس أداء.
- إصدار 7 لوائح تنظيمية للأنشطة الملاحية السياحية.
- توقيع 16 مذكرة تفاهم مع القطاعين العام والخاص محليًا ودوليًا.
- قيادة 19 جهة لإنشاء أول خريطة ملاحية جغرافية على البحر الأحمر
- قيادة 30 جهة من القطاعين العام والخاص عبر 7 لجان فرعية، لرفع جاهزية المناطق الساحلية السياحية وتفعيل تنفيذ المشاريع العملاقة في البحر الأحمر.
- العمل مع منظومة البيئة في المملكة العربية السعودية والجهات ذات العلاقة لإنشاء آليات لحماية البيئة.
- المشاركة في العديد من المؤتمرات والمعارض المحلية والدولية منها: معرض موناكو لليخوت ومعرض استدامة الصناعة البحرية.
- القيام بـ 14 زيارة ميدانية لتتماشى مع اللوائح التنظيمية الجديدة لتسهيل إصدار التراخيص.